# Конкурентоспроможність підприємства
Конкурентоспроможність підприємства - здатність підприємства створювати, виробляти і продавати товари та послуги, цінові й нецінові якості яких привабливіші, ніж в аналогічної продукції конкурентів (з доповіді Всесвітнього економічного форуму).
Конкурентоспроможність фірми може бути визначена як її порівняльна перевага відносно інших фірм цієї ж галузі усередині національної економіки і за її межами. Це означає, що конкурентоспроможність фірми може бути виявлена (оцінена) лише в рамках групи фірм, які належать до однієї галузі, або фірм, що випускають товари-субститути. Конкурентоспроможність підприємства відіграє важливу роль для країни, адже підвищення конкурентоспроможності продукції на зовнішньому ринку дозволяє збільшити експорт, та врівноважити платіжний баланс.
Ринковий послідовник — фірма, що розвивається, яка прагне втримати свою частку, не «розгойдуючи човен».
Ринковий претендент — фірма, що розвивається, яка активно бореться за збільшення своєї частки на ринку.